# 木崎村 (新潟県)
木崎村（きざきむら）は、かつて新潟県北蒲原郡にあった村。1955年3月31日の合併によって消滅し、現在は新潟市北区の一部となっている。
以下の記述は合併直前当時の旧木崎村に関しての記述であり、現在では名称等が異なる場合がある。なお、ここに記述されていない内容に関しては北区 (新潟市)#木崎地区などの記事を参照。

## 概要
旧新発田街道（木崎街道）と新発田川が平行して村内を通っており、木崎は新発田と沼垂や新潟を結ぶ水陸の交通の拠点として栄えた。

## 沿革
- 1906年（明治39年）4月1日 -  北蒲原郡島崎村、鳥屋村、笹山村、藤井村（一部）が合併し、木崎村が発足。村役場は旧島崎村大字内島見に設置[3]。

- 1922年（大正11年） - 木崎村小作争議。（ - 1926年）
- 1955年（昭和30年）3月31日 - 北蒲原郡葛塚町、岡方村と合併し、豊栄町となり消滅。

## 行政

### 歴代村長
- 官選制村長時代
  - 畠山友太郎（1907年ごろ - 1911年ごろ）[4][5][6][7]
  - 富樫浅次郎（1911年ごろ - 1913年ごろ）[8][9]
  - （不明）（1913年ごろ - 1914年ごろ）[10]
  - 森田誠治（1914年ごろ - 1917年ごろ）[11][12][13]
  - 佐藤藤左ェ門（1917年ごろ - 1920年ごろ）[14][15][16]
  - 畠山純一郎（1920年ごろ - 1935年ごろ）[17][18][19][20][21][22][23][24][25][26][27][28][29][30][31][32][33]
  - 小林小左衛門（1935年ごろ - 1937年ごろ）[34][35][36]
  - 小林達三（1938年ごろ - 1939年ごろ）[37][38]
  - 三善二七（1940年ごろ - 1942年ごろ）[39][40][41]
  - 森田伸治（1942年ごろ - 1944年ごろ）[42][43][44][45]
- 民選制村長時代
  - 寺尾四松[46]（2期、1947年4月 - 1955年3月30日 ）

## 学校

### 小学校
- 木崎村立笹山小学校
- 木崎村立横井小学校
- 木崎村立木崎小学校
- 木崎村立早通小学校

### 中学校
- 木崎村立木崎中学校

## 交通

### 鉄道路線
現在は旧村域に東日本旅客鉄道（JR東日本）白新線早通駅が設置されているが、当時は未開通。

### 道路
一級国道
- 国道7号（重複:二級国道 国道113号 新潟山形線）

県道
- 島見浜葛塚線（現新潟市道豊栄1-765号線の一部）